# ساموئل گودسمیت
ساموئل گودسمیت (هلندی: Samuel Goudsmit؛ زاده ۱۱ ژوئیهٔ ۱۹۰۲ درگذشته ۴ دسامبر ۱۹۷۸) یک فیزیک‌دان اهل هلند بود.